# Ponthieva vasqueziae
Ponthieva vasqueziae är en orkidéart som beskrevs av Becerra. Ponthieva vasqueziae ingår i släktet Ponthieva och familjen orkidéer. Inga underarter finns listade i Catalogue of Life.